# Pierre Wigny
Le baron Pierre Wigny, né à Liège le 18 avril 1905 et mort à Bruxelles le 21 septembre 1986, est un homme politique belge, membre du Parti social chrétien (PSC).

## Biographie
Pierre Louis Jean Joseph, baron Wigny, né à Liège le 18 avril 1905, est le fils d'Henri Wigny, avocat à la Cour d'appel et conseiller provincial, et d'Alice Croisier. En 1929, il épouse Lily Borboux, elle-même docteur en philosophie.
Il effectue des études secondaires au Collège Saint-Servais de Liège, poursuit à l'Université de Liège dont il sort diplômé en droit en 1928 puis aux universités de Strasbourg, Paris et Harvard où il obtient le diplôme de docteur en sciences politiques.
Sa carrière politique ne débute réellement qu'après la Seconde Guerre mondiale. Il est commissaire au rapatriement en 1945. De 1945 à 1947, il préside le nouveau Centre d’Etudes du Parti social-chrétien.
En mars 1947, il est nommé ministre des Colonies dans le gouvernement Spaak IV et reste à ce poste jusqu'en 1950. Il s'y efforce d'assurer la prospérité de la colonie belge et des Congolais en créant plusieurs organismes. On lui doit en 1947 le Fonds du bien-être indigène, l'Institut pour la recherche scientifique en Afrique centrale et, en 1949, l'Office des Cités indigènes. Pendant deux ans, il conçoit un plan décennal pour le développement économique et social du Congo belge.
D'avril 1949 à septembre 1971, il est député du PSC de Tournai-Ath-Mouscron à la Chambre des représentants.
Durant la période 1950-1958, il s’intéresse au projet de construction européenne : de 1952 à 1958, il est membre de l’Assemblée commune de la Communauté européenne du charbon et de l'acier (CECA) puis de l’Assemblée unique des trois Communautés européennes. Il devient également enseignant : en 1958, il est nommé professeur aux Facultés Notre-Dame de la Paix à Namur et à l’Université catholique de Louvain.
En juin 1958, il revient à un poste gouvernemental dans les gouvernements Eyskens II et III comme ministre des Affaires étrangères et reste à ce poste jusqu'en 1961. C'est une période éprouvante pour lui car il est chargé de négocier l'indépendance du Congo belge et de gérer les troubles qui s'ensuivent. Après l'indépendance du Congo en juin 1960, Il doit en effet à faire face aux relations compliquées avec le gouvernement Lumumba, à la révolte de la Force publique mettant en danger les citoyens belges et à la tentative de sécession du Katanga.
En juillet 1965, il revient au gouvernement comme ministre de la Justice (1965-1968) dans les gouvernements Harmel auquel s'ajoute le poste de ministre de la Culture française (1966-1968) dans le gouvernement Van den Boeynants I.
De 1968 à 1971, il est vice-président de la Chambre des représentants. Il se retire alors de la politique.
Il est l'initiateur d'un plan quinquennal de politique culturelle qui porte son nom et qui installa progressivement, entre 1968 et 1975, un réseau francophone de maisons de la Culture, de centres culturels et de maisons de jeunes. Le plan Wigny est illustré par un film de long métrage de Jean-Marie Piquint intitulé Pour un monde plus humain.
Malgré ses activités politiques et gouvernementales, il trouve le temps pour écrire un certain nombre d'ouvrages traitant du droit : en 1947 Principes généraux du droit administratif belge, en 1952 deux tomes de Droit constitutionnel. Principes et droit positif, en 1963 Propos constitutionnels et de 1967 à 1973 un Cours de droit constitutionnel.
En 1965, il est élu membre de l'Académie royale de Belgique dans la classe des lettres et des sciences morales et politiques. Il était également membre de l’Académie des Sciences d’Outre-Mer de Paris et président de la Commission royale des Monuments et des Sites.
Mort le 21 septembre 1986 à Bruxelles, il est inhumé au cimetière de Perwez.

## Hommages et distinctions

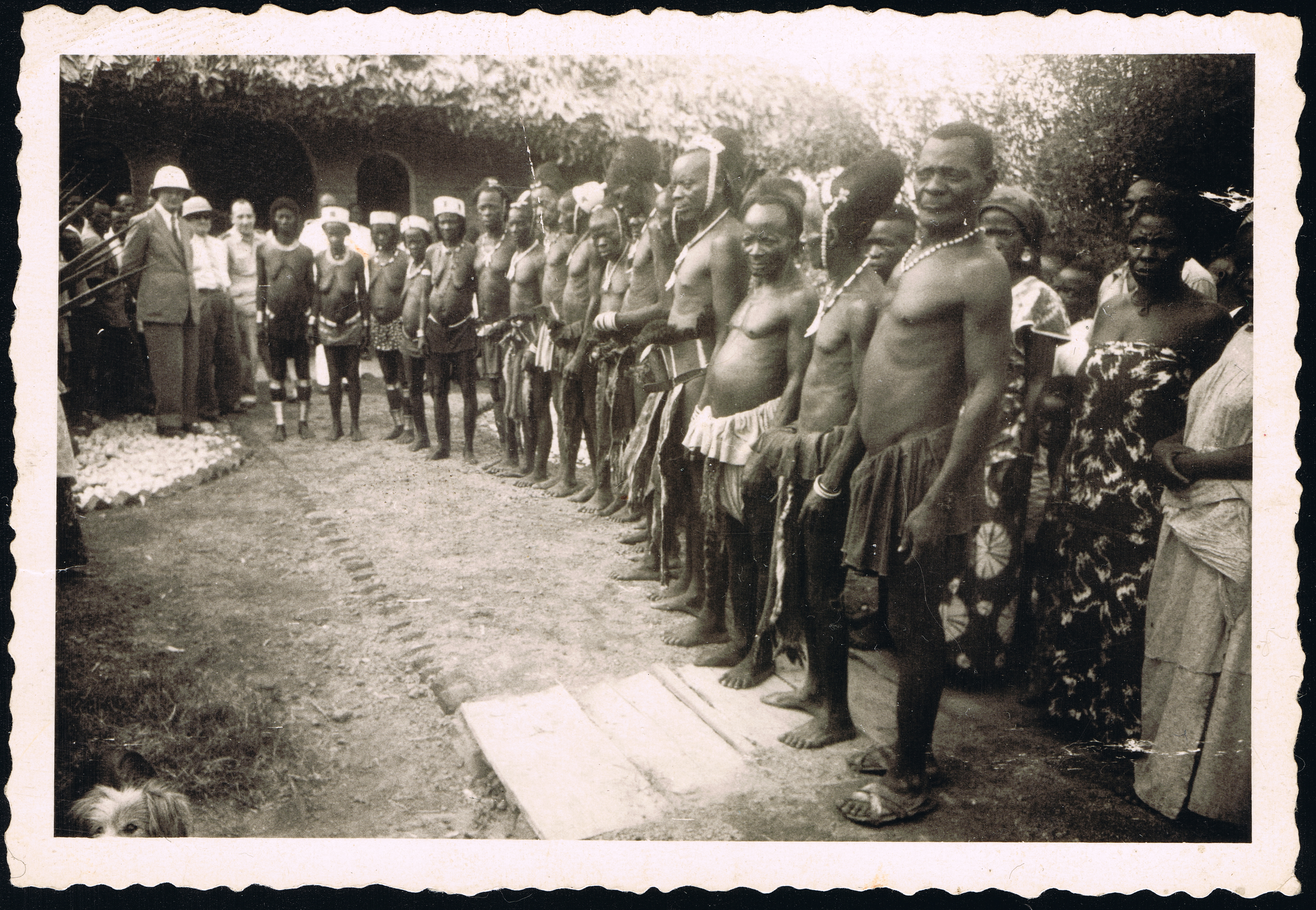
Recto. Visite du ministre Wigny à Kalima, ex-Congo Belge. Actuel RDC. 1948

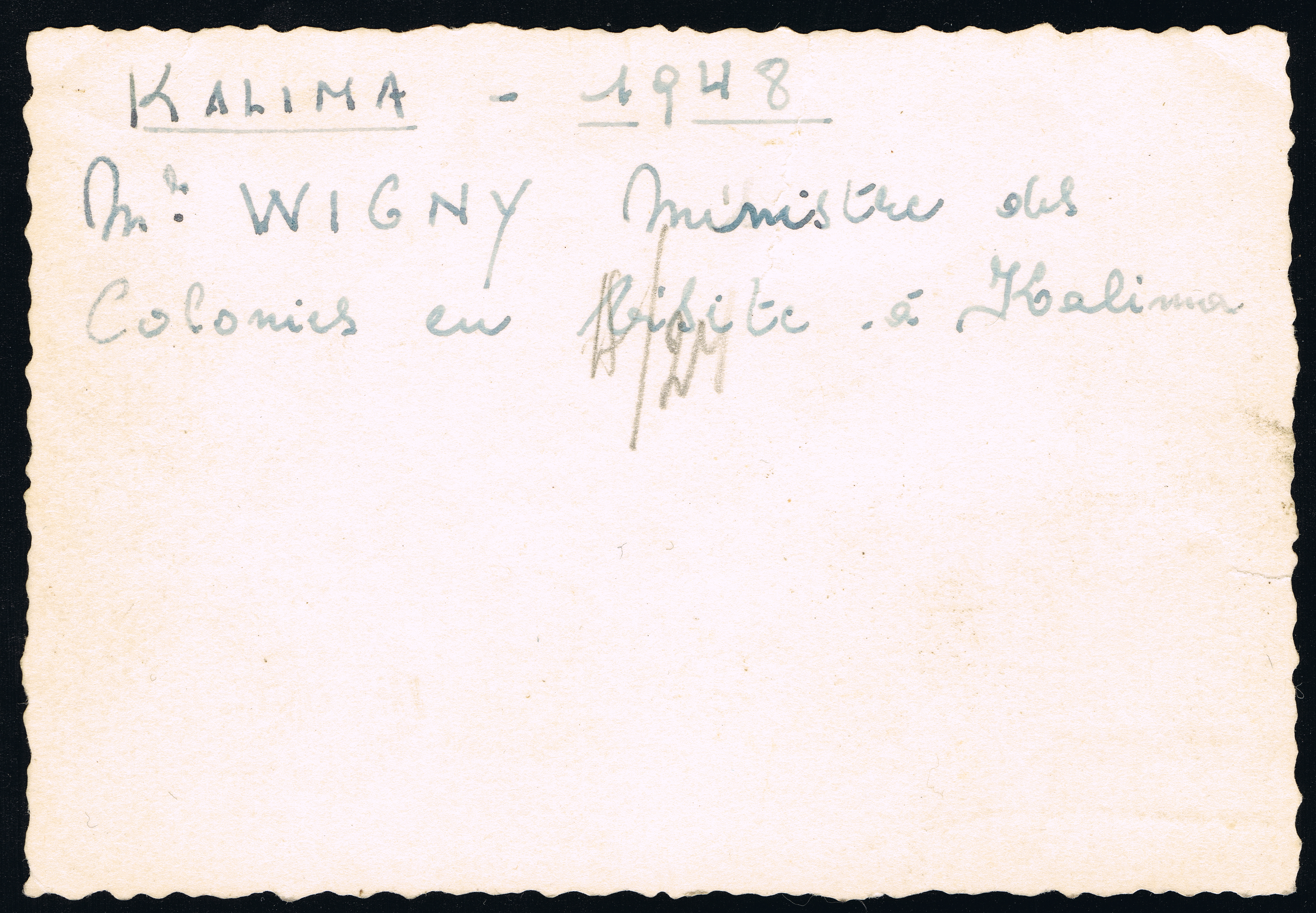
Verso. Visite du ministre Wigny à Kalima, ex-Congo Belge. Actuel RDC. 1948

Pierre Wigny est fait baron par le roi Baudouin Ier en 1972.
Il est titulaire de nombreuses distinctions belges et étrangères dont : 
- Grand-croix de l'ordre de la Couronne (Belgique) ;
- Commandeur de la Légion d'honneur (France).

## Sources
- Les papiers personnels de Pierre Wigny sont conservés aux Archives générales du Royaume, à Bruxelles, et à l'Université catholique de Louvain, ainsi qu'au Musée royal de l'Afrique centrale à Tervuren.